# Saljut-6-Nunatak
Der Saljut-6-Nunatak (russisch Нунатак Салют-6 Nunatak Saljut-6) ist ein Nunatak an der Hillary-Küste in der antarktischen Ross Dependency. Er ragt westnordwestlich von Brosnahan Island am Westrand des Ross-Schelfeises auf.
Russische Wissenschaftler benannten ihn nach der Weltraumstation Saljut 6.